# Lamongan (vulkaan)

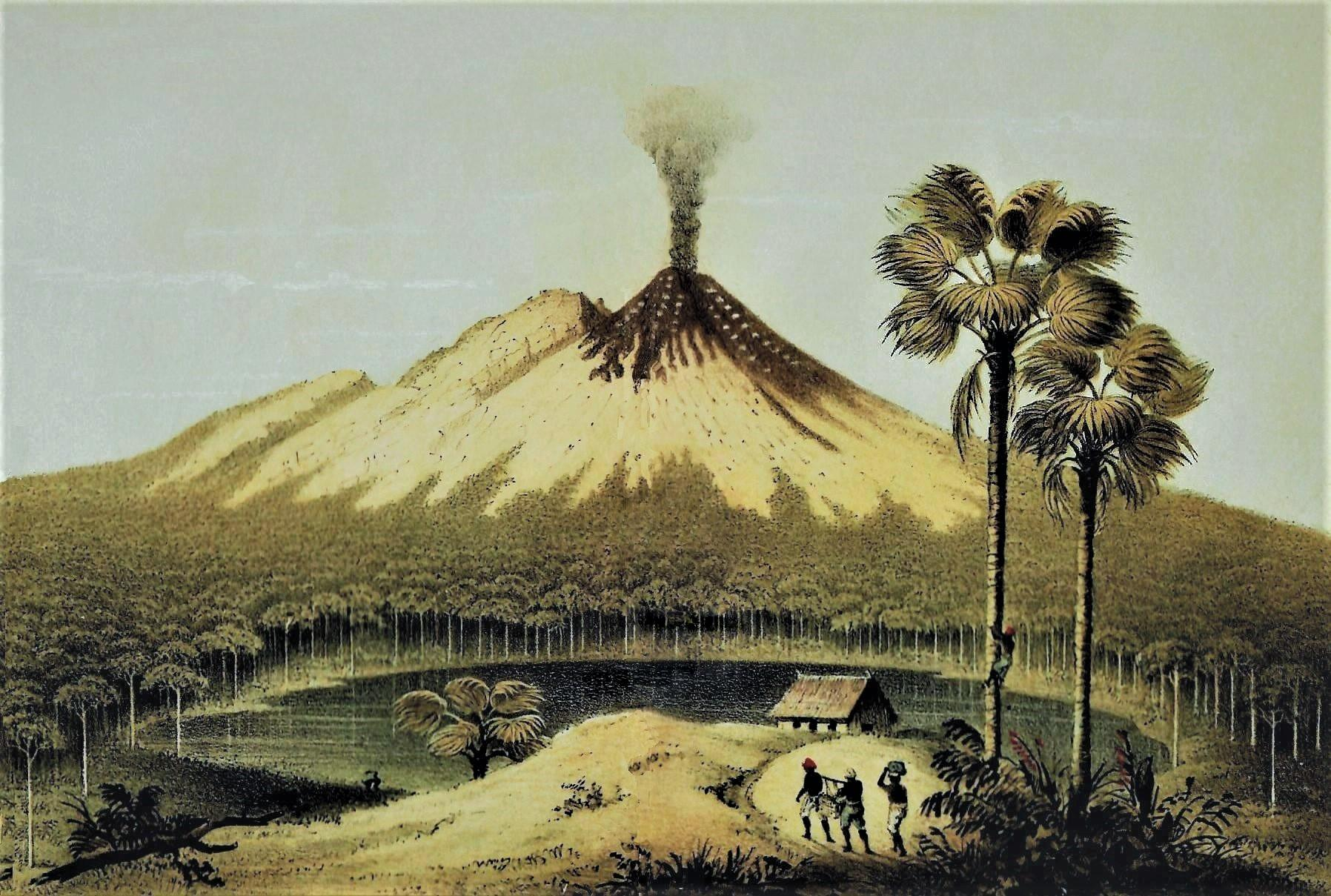
De vulkaan in 1838.

Lamongan (Indonesisch: Gunung Lemongan) is een vulkaan op het eiland Java, Indonesië. Het is een stratovulkaan met een hoogte van 1651 meter. De hoogste punt van de vulkaan wordt ook wel Gunung Tarub genoemd.